# Scopula nicobarica
Scopula nicobarica là một loài bướm đêm trong họ Geometridae.